# Sibylle Harksen
Sibylle Harksen (* 19. Mai 1931 in Dessau; † 30. April 1999 ebenda) war eine deutsche Kunsthistorikerin.

## Leben
Sibylle Harksen war das älteste Kind des Dessauers Stadtkämmerers und späteren Stadtarchivars Hans Harksen und dessen Frau, der Kunsthistorikerin Marie-Luise Harksen (1901–1986). Auch ihre Tante Julie Harksen (1898–1980) war Kunsthistorikerin.
Von 1950 bis 1955 studierte sie Kunstgeschichte an der Martin-Luther-Universität Halle-Wittenberg, vor allem bei Johannes Jahn und Hans-Joachim Mrusek. Als Assistentin am Kunsthistorischen Institut wurde sie hier 1959 mit einer Dissertation über die Hallenkirchen in Torgau zum Dr. phil. promoviert. Sie blieb als Wissenschaftliche Mitarbeiterin am Institut.
Ab 1969 war sie Leiterin der Plankammer der Staatlichen Schlösser und Gärten Potsdam-Sanssouci.

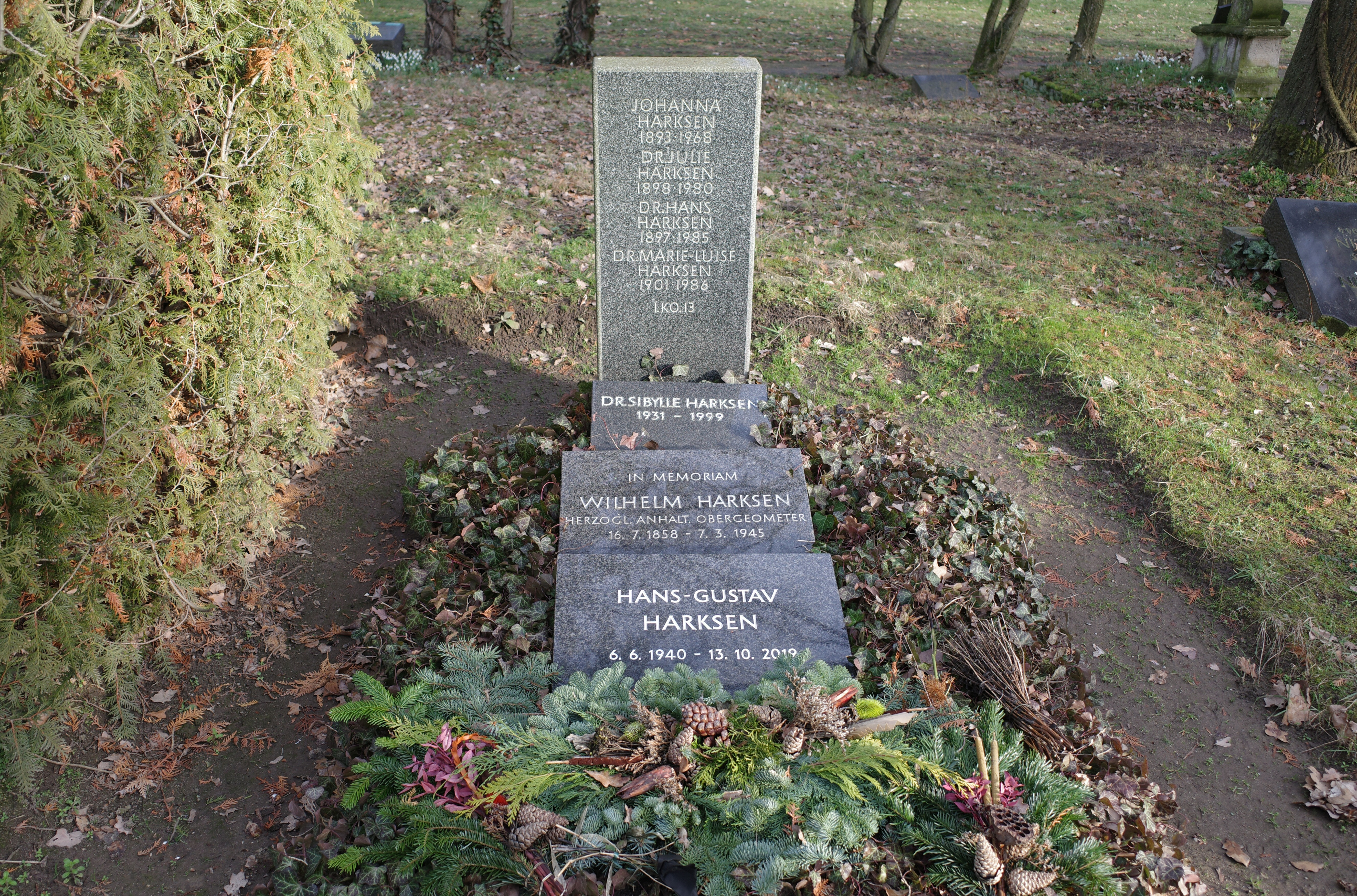
Ruhestätte in Dessau

1991 ging sie in den Ruhestand und zog zurück nach Dessau.
Sibylle Harksen verfasste zahlreiche Arbeiten zur regionalen Kunstgeschichte. Für die Reihe Das christliche Denkmal bearbeitete sie die Marienkirche in Torgau, die Marktkirche in Halle, die Schlosskirche in Wittenberg und die Wenzelskirche in Naumburg (Saale). Für die opulente, für den Export konzipierte Bildbandreihe Das Bild der Frau der Edition Leipzig bearbeitete sie den Band Die Frau im Mittelalter. Mit Harri Günther erarbeitete sie den Katalog der Gartenpläne und Zeichnungen Peter Joseph Lennés, ein Standardwerk zur Gartenkunst.

## Werke
- Hallenkirchen in Torgau.  Halle, Phil. F., Diss. v. 13. Nov. 1959
- Gotische Bauwerke. Leipzig: Prisma 1961 (= Die Schatzkammer 7)
- Schönes Glas. Leipzig: Prisma 1962 (= Die Schatzkammer 11), 2. Auflage 1980
- Die Marienkirche zu Torgau. Berlin: Union 1962 (= Das christliche Denkmal 62) Digitalisat, 3. Auflage 1982
- Die Marktkirche zu Halle. Berlin: Union 1965 (= Das christliche Denkmal 67) Digitalisat, 2. Auflage 1984
- Die Schlosskirche zu Wittenberg. Berlin: Union 1966 (= Das christliche Denkmal 71)
  - 2., verb. Auflage 1969, 3. Auflage 1976, 4. Auflage 1982, 5. Auflage 1989, ISBN 978-3-372-00224-7
  - Neuauflage im Verlag Schnell & Steiner, Regensburg, zugleich Kleine Kunstführer 1910
- Bibliographie zur Kunstgeschichte von Sachsen-Anhalt. Berlin: Akademie 1966 (= Schriften zur Kunstgeschichte)
- mit Hans-Joachim Mrusek: Von der ottonischen Stiftskirche zum Bauhaus: Kunst- und Kulturdenkmäler im Bezirk Halle. Leipzig: Seemann 1967
- (Bearb.) Wohnräume der Biedermeierzeit. Potsdam 1970
- mit Heinz Schönemann, Harri Günther: Der Neue Garten. Potsdam 1970
- Die Frau im Mittelalter. Leipzig: Edition Leipzig 1974 (= Das Bild der Frau)
  - (frz.) La femme au Moyen Age. Leipzig: Edition Leipzig 1974
  - (engl.) Women in the middle ages. Leipzig: Edition Leipzig 1975, Lizenzausgabe New York: Schram; New York: Universe Books; London: George Prior Publishers 1975, ISBN 0-8390-0148-7
  - (ung.) A nő a középkorban. Budapest: Corvina Kiadó 1976
- Die Wenzelskirche zu Naumburg. Berlin: Union 1976 (= Das christliche Denkmal 97), 2. Auflage 1982
- Das Schloss zu Wittenberg. Wittenberg: Stadtgeschichtliches Museum 1977 (= Schriftenreihe des Stadtgeschichtlichen Museums Wittenberg 1)
- (mit Harri Günther) Bestandskatalog der Lennépläne in der Plankammer der Staatlichen Schlösser und Gärten Potsdam-Sanssouci.
  - Teil 1: Potsdam und Umgebung, Potsdam-Sanssouci: Generaldirektion der Staatlichen Schlösser und Gärten 1978, 2. Auflage 1989
  - Teil 2: Pläne für Berlin, Potsdam-Sanssouci: Generaldirektion der Staatlichen Schlösser und Gärten 1984, 2. Auflage 1989
  - Teil 3: Stadt und Land, Potsdam-Sanssouci : Generaldirektion der Staatlichen Schlösser und Gärten 1990
- Rokoko. Leipzig: Prisma 1983 (= Die Schatzkammer: Sonderband), 2. Auflage 1984, 3. Auflage 1985, 4. Auflage 1988
- Carl Graeb: 1816–1884; Bestandskatalog. Potsdam-Sanssouci: Generaldirektion der Staatlichen Schlösser und Gärten 1986
- (mit Harri Günther) Peter Joseph Lenné. Katalog der Zeichnungen. Hrsg.: Heinz Schönemann. Wasmuth, Tübingen/Berlin 1993, ISBN 978-3-8030-2805-1